# Chloroleucon eurycyclum
Chloroleucon eurycyclum là một loài rau đậu thuộc họ Fabaceae. Loài này chỉ có ở Venezuela.